# Vicariato apostolico della Guajira
Il vicariato apostolico della Guajira (in latino: Vicariatus apostolicus Goajirensis) è una sede soppressa della Chiesa cattolica in Colombia.

## Storia
La vicariato apostolico della Guajira fu eretto il 17 gennaio 1905 con il decreto Cum perplures della Congregazione per gli affari ecclesiastici straordinari, ricavandone il territorio dalla diocesi di Santa Marta. Il vicariato comprendeva la penisola della Guajira
La missione in questo territorio a nord della Colombia fu affidata ai cappuccini della provincia spagnola di Valencia.
Il 4 dicembre 1952, in forza della bolla Gravi illa beati di papa Pio XII, il vicariato apostolico fu suddiviso in due vicariati distinti, quello di Valledupar e quello di Riohacha, oggi entrambe diocesi; e contestualmente il vicariato apostolico della Guajira fu soppresso. L'ultimo vicario apostolico, Vicente Roig y Villalba, fu nominato vicario apostolico di Valledupar.

## Cronotassi dei vicari apostolici
- Atanasio María Vicente Soler y Royo, O.F.M.Cap. † (22 dicembre 1906 - 21 novembre 1930 deceduto)
- Joaquín Alcaide y Bueso, O.F.M.Cap. † (21 dicembre 1931 - 21 febbraio 1943 deceduto)
- Vicente Roig y Villalba, O.F.M.Cap. † (15 dicembre 1944 - 4 dicembre 1952 nominato vicario apostolico di Valledupar)